# Município de Adams (condado de Washington, Ohio)
Localização do Ohio nos E.U.A.
O município de Adams (em inglês: Adams Township) é um localização localizado no condado de Washington no estado estadounidense de Ohio. No ano 2010 tinha uma população de 1617 habitantes e uma densidade populacional de 19,78 pessoas por km².

## Geografia
O município de Adams encontra-se localizado nas coordenadas 39° 32′ 40″ N, 81° 31′ 39″ O. Segundo a Departamento do Censo dos Estados Unidos, o município tem uma superfície total de 81.73 km², da qual 80,09 km² correspondem a terra firme e (2 %) 1.64 km² é água.

## Demografia
Segundo o censo de 2010, tinha 1617 pessoas residindo no município de Adams. A densidade de população era de 19,78 hab./km².